# Kyndby Kirke
Kyndby Kirke ligger i landsbyen Kyndby ca. 11 km SV for Frederikssund (Region Hovedstaden).

## Eksterne kilder og henvisninger
- Kyndby Kirke på KortTilKirken.dk
- Kyndby Kirke hos danmarkskirker.natmus.dk (Danmarks Kirker, Nationalmuseet)